# Cratere Yomile
Yomile  è un cratere sulla superficie di Venere.